# Зноймо (окръг)
Окръг Зноймо (на чешки: Okres Znojmo) се намира в Южноморавски край, Чехия. Площта му е 1590,50 km2, а населението му – 113 538 души (2016). Административен център е град Зноймо. В окръга има 144 населени места, от които 5 града и 13 места без право на самоуправление. Код по LAU-1 – CZ0647.

## География
Разположен е в югозападната част на Южноморавския край. В рамките му граничи с окръзите Бърно-град на североизток и Бржецлав на изток. На северозапад граничи с окръг Тршебич на Височинския край, на запад – с окръг Индржихув Храдец на Южночешкия край. На юг е държавната граница с Австрия.

## Градове и население
Данни за 2009 г.:
| Град                   | Население |
| ---------------------- | --------- |
| Зноймо                 | 35 193    |
| Моравски Крумлов       | 5996      |
| Хрушовани над Eвишовка | 3311      |
| Мирослав               | 2994      |
| Евишовице              | 1136      |

| Общо            | Жени             | Мъже             |
| --------------- | ---------------- | ---------------- |
| 114 083 (100 %) | 57 792 (50,66 %) | 56 291 (49,34 %) |

## Образование
По данни от 2003 г.:
| Вид училище                         | Брой училища |
| ----------------------------------- | ------------ |
| Детски градини                      | 84           |
| Начални училища                     | 66           |
| Гимназии                            | 3            |
| Средни училища и промишлени училища | 8            |
| Средни професионални училища        | 4            |
| Висши професионални училища         | 1            |

## Здравеопазване
По данни от 2003 г.:
| Лекари                                      | 233 |
| Болници                                     | 1   |
| Специализирани заведения за лечение и отдих | -   |
| Зъболекари                                  | 53  |
| Аптеки                                      | 13  |

## Транспорт
През окръга преминава част от първокласните пътища (пътища от клас I) I/38 и I/53. Пътища от клас II в окръга са II/152, II/361, II/392, II/396, II/397, II/398, II/399, II/400, II/408, II/409, II/411, II/412, II/413, II/414 и II/415.